# Міщенко Віталій Петрович
Міщенко Віталій Петрович (9 квітня 1940) — доктор медичних наук (1973), професор (1975).

## Біографія
Народився 9 квітня 1940 року в м. Батумі (Грузія) у сім'ї військовослужбовця.
З 1947 по 1957 рік здобував середню освіту у школах: м. Ленінакан (Вірменія), ст. Даурія (Читинська область), м. Чойболсан (Монголія), м. Київ (Україна), ст. Ясна (Читинська область), м. Переяслав-Хмельницький (Київська область). Після закінчення 10 класу працював вантажником на Переяслав-Хмельницькому райхарчокомбінаті, теслярем-столяром на будівництві Казахстанської магнітки (м. Темір-Тау, Казахстан).
З 1958 по 1963 рік навчався на стоматологічному факультеті Читинського медичного інституту.
Ще до закінчення інституту підготував кандидатську дисертацію, яку успішно захистив у Новосибірському медичному інституті у 1966 році «Експериментальні гемолітичні стани і зсідання крові».
З 1963 по 1973 рік — асистент, згодом доцент кафедри нормальної фізіології Читинського медичного інституту.
У 1973 році захистив докторську дисертацію «Судинна стінка як еферентний регулятор процесу зсідання крові і фібринолізу». Було проведено сотні експериментів на різних тваринах. У межах дослідження науковець вивчав дію тромбіну, довівши, що він впливає як безпосередньо на зсідання крові, так і через особливі клітинні рецептори.
У 1968 році отримав почесне звання доцента.
З 1973 по 2006 рік — завідувач кафедри нормальної фізіології Полтавського медичного стоматологічного інституту (пізніше — Української медичної стоматологічної академії).
У 1975 році отримав почесне звання професора.
З 1977 по 1979 рік — декан медичного факультету.
З 1984 по 1992 рік — проректор з науково-дослідної роботи Української медичної стоматологічної академії.
З 1986 по 2009 рік — голова проблемної комісії МОЗ України і АМН України «Фізіологія людини».
У 1994 році отримав почесне звання «Заслужений діяч науки і техніки України».
З 2006 по 2010 рік — професор кафедри нормальної фізіології Української медичної стоматологічної академії.

## Наукова діяльність
Професор створив потужну наукову школу гемокоагуології. Під його керівництвом підготовлено 12 докторських та 54 кандидатських дисертацій. Віталій Міщенко — автор та співавтор понад 500 наукових робіт, зокрема підручника з фізіології для студентів стоматологічних факультетів, 16 монографій.
Наукова діяльність вченого присвячена вивченню ролі еритроцитів, тромбоцитів і різних тканин у регуляції процесу гемостазу; ролі судинної стінки в регуляції зсідання крові і фібринолізу. Під керівництвом Віталія Міщенка були чітко сформульовані деякі принципові позиції в гемостазіології: найчастіший взаємозв'язок між перекисним окисленням ліпідів, судиннотромбоцитарним гемостазом, згортанням крові, фібринолізом, системами комплементу, калікреїн-кініновою, імунною, неспецифічними реакціями. Професором була створена концепція про єдину захисну систему крові, що включає фізіологічні антиоксидантні, гемостатичні, фібринолітичні та імунні реакції. На підставі досвіду вивчення окремих поліпептидів на кафедрі нормальної фізіології доведено, що вони беруть участь у процесах імунного розпізнавання, що стало основою для розробки препаратів з імунопротекторними властивостями.

## Нагороди та почесні звання
У 1994 році присвоєно почесне звання «Заслужений діяч науки і техніки України». Нагороджений знаком «Відмінник охорони здоров'я» (1981); дійсний член Академії наук (Нью-Йорк) (1995), дійсний член Екологічної академії України (1995).